# Austria en los Juegos Olímpicos de Pekín 2022
Austria estuvo representada en los Juegos Olímpicos de Pekín 2022 por un total de 106 deportistas que competirán en 12 deportes. Responsable del equipo olímpico es el Comité Olímpico Austríaco, así como las federaciones deportivas nacionales de cada deporte con participación.
Los portadores de la bandera en la ceremonia de apertura fueron el piloto de bobsleigh Benjamin Maier y la deportista de snowboard Julia Dujmovits.

## Medallistas
El equipo olímpico austríaco obtuvo las siguientes medallas:
| Nombre                                                                                                  | Deporte           | Competición                   |
| --- | ----------------- | ----------------------------- |
| Oro |                   |                               |
| Matthias Mayer                                                                                          | Esquí alpino      | Supergigante M                |
| Johannes Strolz                                                                                         | Esquí alpino      | Combinada M                   |
| Katharina Huber Katharina Liensberger Katharina Truppe Stefan Brennsteiner Michael Matt Johannes Strolz | Esquí alpino      | Equipo mixto                  |
| Stefan Kraft Daniel Huber Jan Hörl Manuel Fettner                                                       | Saltos en esquí   | Trampolín grande por equipo M |
| Benjamin Karl                                                                                           | Snowboard         | Eslalon gigante paralelo M    |
| Alessandro Hämmerle                                                                                     | Snowboard         | Campo a través M              |
| Anna Gasser                                                                                             | Snowboard         | Big air F                     |
| Plata                                                                                                   |                   |                               |
| Johannes Strolz                                                                                         | Esquí alpino      | Eslalon M                     |
| Katharina Liensberger                                                                                   | Esquí alpino      | Eslalon F                     |
| Mirjam Puchner                                                                                          | Esquí alpino      | Supergigante F                |
| Wolfgang Kindl                                                                                          | Luge              | Individual M                  |
| Madeleine Egle Wolfgang Kindl Thomas Steu Lorenz Koller                                                 | Luge              | Equipo mixto                  |
| Manuel Fettner                                                                                          | Saltos en esquí   | Trampolín normal M            |
| Daniela Ulbing                                                                                          | Snowboard         | Eslalon gigante paralelo F    |
| Bronce                                                                                                  |                   |                               |
| Lukas Greiderer                                                                                         | Combinada nórdica | TN + 10 km M                  |
| Matthias Mayer                                                                                          | Esquí alpino      | Descenso M                    |
| Teresa Stadlober                                                                                        | Esquí de fondo    | 15 km F                       |
| Thomas Steu Lorenz Koller                                                                               | Luge              | Doble M                       |